# شمشیربازی در المپیک تابستانی ۱۹۰۰
شمشیربازی در بازی‌های المپیک تابستانی ۱۹۰۰ نام رویداد ورزش شمشیربازی در بازی‌های المپیک تابستانی بود که در سال ۱۹۰۰ برگزار شد. این مسابقات از هفت بخش تشکیل شده بود که فقط برای مردان بود. در این مسابقات ۲۷۶ ورزشکار از ۱۹ کشور به رقابت با یک دیگر پرداختند.

## جدول مدال‌ها
| رتبه | کشورها        | طلا | نقره | برنز | مجموع |
| ۱    | فرانسه (FRA)  | ۵   | ۵    | ۵    | ۱۵    |
| ۲    | کوبا (CUB)    | ۱   | ۱    | ۰    | ۲     |
| ۳    | ایتالیا (ITA) | ۱   | ۱    | ۰    | ۲     |
| ۴    | اتریش (AUT)   | ۰   | ۰    | ۲    | ۲     |

| رویداد           | طلا                            | نقره                          | برنز                            |
| اپه انفرادی      | رامون فونست · کوبا             | Louis Perrée · فرانسه         | Léon Sée · فرانسه               |
| اپه مسترز        | Albert Robert Ayat · فرانسه    | Émile Bougnol · فرانسه        | Henri Laurent · فرانسه          |
| اپه آماتور-مسترز | Albert Robert Ayat · فرانسه    | رامون فونست · کوبا            | Léon Sée · فرانسه               |
| فلوره انفرادی    | Émile Coste · فرانسه           | Henri Masson · فرانسه         | Marcel Boulenger · فرانسه       |
| فلوره مسترز      | Lucien Mérignac · فرانسه       | Alphonse Kirchhoffer · فرانسه | Jean-Baptiste Mimiague · فرانسه |
| سابر انفرادی     | Georges de la Falaise · فرانسه | Léon Thiébaut · فرانسه        | Siegfried Flesch · اتریش        |
| سابر مسترز       | Antonio Conte · ایتالیا        | Italo Santelli · ایتالیا      | Milan Neralić · اتریش           |